# Mélanie Taravant
Mélanie Taravant est une journaliste, chroniqueuse et présentatrice de télévision, française.

## Biographie
Mélanie Taravant, francilienne d'origine, suit un cursus sport-études en danse au Conservatoire national supérieur de Paris et devient danseuse pour l'Opéra de Paris.
Elle s'oriente ensuite vers le journalisme et débute à Radio Classique, puis intègre Europe 1 où elle gère des rubriques sur les sujets économiques, l'éducation et de l'égalité homme-femme.
Son parcours se poursuit sur France 5 où elle est responsable d'une chronique consommation dans l'émission La Quotidienne de septembre 2015 à juin 2018.
En parallèle de son activité télévisuelle, elle fonde l’association ViensVoirMonTaf qui facilite l'accès aux stages à des collégiens issus de l’éducation prioritaire. Objectif : aiguiller ces jeunes vers leur futur métier à travers une plateforme web dédiée.
De 2018 à 2022, elle succède à Axel de Tarlé à la présentation de l'émission C à dire ?!, toujours sur France 5,.
De septembre 2020 à juin 2023, elle participe chaque semaine à l'émission C l'hebdo, aux côtés d’Ali Baddou,.
En 2021, elle a présenté les émissions annuelles annonçant les grilles de rentrée de France-Télévision et, en mai, Tous prêts pour la dictée ! sur France 3.
De septembre 2021 à juin 2025, elle prend la succession de Marina Carrère d'Encausse pour présenter l'émission Le Monde en face, le dimanche en première partie de soirée sur France 5,.
En septembre 2022, elle obtient la présentation de C médiatique, le dimanche à 12h00, ce qui marque le retour d'une émission médias sur la cinquième chaîne six ans après l'arrêt de Médias, le mag,. L'émission n'est pas reconduite au bout de trois saisons.
À la rentrée 2025, elle présente avec Samuel Ollivier, Télématin du vendredi au dimanche sur France 2.

## Famille
Mélanie Taravant est mère de deux enfants dont le père est Karim Rissouli.